# Прат (Западна Вирџинија)
Прат (енгл. Pratt) град је у америчкој савезној држави Западна Вирџинија.

## Демографија
По попису из 2010. године број становника је 602, што је 51 (9,3%) становника више него 2000. године.
| Група             | 2000.       | 2010.       |
| Белци             | 538 (97,6%) | 575 (95,5%) |
| Афроамериканци    | 3 (0,5%)    | 15 (2,5%)   |
| Азијати           | 1 (0,2%)    | 1 (0,2%)    |
| Хиспаноамериканци | 2 (0,4%)    | 7 (1,2%)    |
| Укупно            | 551         | 602         |